# Bulbophyllum trichromum
Bulbophyllum trichromum är en orkidéart som beskrevs av Rudolf Schlechter. Bulbophyllum trichromum ingår i släktet Bulbophyllum och familjen orkidéer. Inga underarter finns listade i Catalogue of Life.